# Emily LeProust
Emily LeProust je americká vědkyně a podnikatelka. Je výkonnou ředitelkou (CEO) a spoluzakladatelkou společnosti Twist Bioscience. Tato veřejná společnost se zabývá syntézou DNA a syntetickou biologií, přičemž poskytuje nástroje na výrobu inzulinu z kvasinek, nástroje k boji s malárií, velkovýrobu pavoučího hedvábí či skladování informací v DNA. V roce 2020 získala cenu BIO Rosalind Franklin Award.

## Vzdělání a kariéra
Titul Master of Science získala v oboru Industrial Chemistry (průmyslová chemie) na École supérieure de chimie, physique, électronique de Lyon v roce 1995 a titul PhD v oboru Organic Chemistry & Nucleic Acids Chemistry na University of Houston v roku 2001. Působila ve společnosti Agilent, kde pracovala na pozici Director of Applications and Chemistry R&D—Genomics, předtím, než spoluzaložila společnost Twist Bioscience.
V březnu 2021 se zúčastnila Mnichovské bezpečnostní konference, jejíž součástí byla simulace pandemie opičích neštovic, míněné jako biologická zbraň.